# Ontiñena
Ontiñena est une commune d'Espagne dans la province de Huesca en communauté autonome d'Aragon.

## Géographie

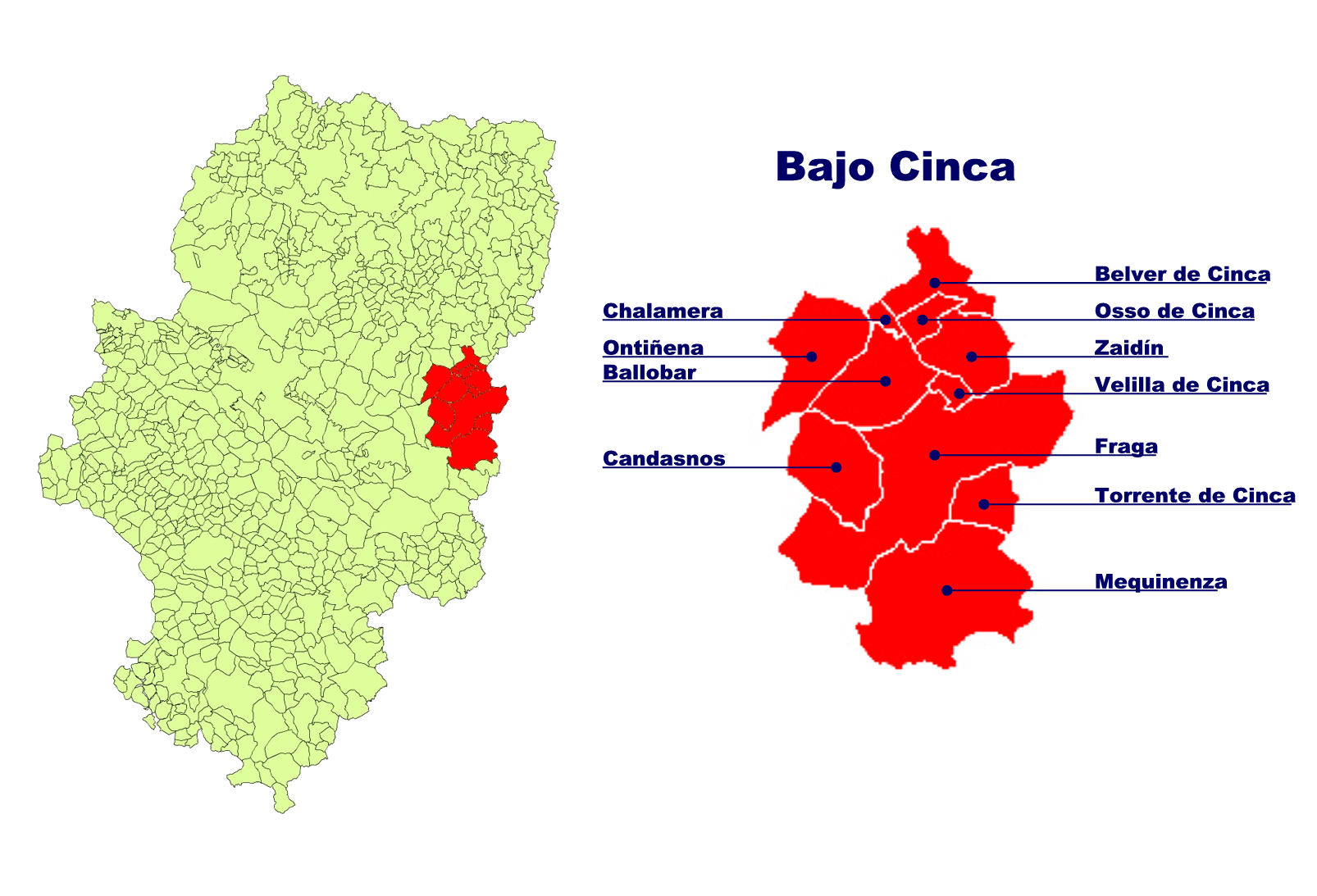
Territoire des communes en la comarque de la Bajo Cinca/Baix Cinca (zone rouge, reste de l'Aragon en vert clair)

Administrativement la localité se trouve à l'est de l'Aragon dans la comarque de la Bajo Cinca/Baix Cinca.
Localités limitrophes : À compléter

## Administration
| Période | Période | Identité         | Étiquette       | Qualité |
| ------- | ------- | ---------------- | --------------- | ------- |
| 1979    | 1983    |                  |                 |         |
| 1983    | 1987    |                  |                 |         |
| 1987    | 1991    |                  |                 |         |
| 1991    | 1995    |                  |                 |         |
| 1995    | 1999    |                  |                 |         |
| 1999    | 2003    |                  |                 |         |
| 2003    | 2007    |                  |                 |         |
| 2007    | 2011    | Angel Torres Mur | Parti populaire |         |

## Démographie
| Évolution démographique | Évolution démographique | Évolution démographique | Évolution démographique | Évolution démographique | Évolution démographique | Évolution démographique | Évolution démographique | Évolution démographique | Évolution démographique | Évolution démographique | Évolution démographique | Évolution démographique | Évolution démographique | Évolution démographique | Évolution démographique | Évolution démographique | Évolution démographique |
| 1842                    | 1857                    | 1860                    | 1877                    | 1887                    | 1897                    | 1900                    | 1910                    | 1920                    | 1930                    | 1940                    | 1950                    | 1960                    | 1970                    | 1981                    | 1991                    | 2001                    | 2008                    |
| ----------------------- | ----------------------- | ----------------------- | ----------------------- | ----------------------- | ----------------------- | ----------------------- | ----------------------- | ----------------------- | ----------------------- | ----------------------- | ----------------------- | ----------------------- | ----------------------- | ----------------------- | ----------------------- | ----------------------- | ----------------------- |
| 816                     | ..                      | ..                      | 1621                    | 1618                    | 1740                    | 1862                    | 1989                    | 1927                    | 1845                    | 1705                    | 1427                    | 1174                    | 926                     | 746                     | 750                     | 650                     | 617                     |